# Willian Lanes de Lima
Willian Lanes de Lima, mais conhecido como Lima (Ribeirão Preto, 10 de Fevereiro de 1985) é um ex-futebolista brasileiro que atuava como zagueiro. Atualmente é o treinador interino do time Sub-17 do Atlético Mineiro.

## Carreira
Lima é zagueiro e iniciou a carreira nas categorias de base do Botafogo de Ribeirão Preto. Conhecido pelo forte chute com a perna direita em cobranças de faltas e liderança em campo, atuou grande parte da carreira pelo Atlético-MG. Ainda atleta de base, se transferiu para o Corinthians Alagoano, onde jogou por um ano.
Em 2005 foi vendido às categorias de base do Atlético Mineiro, onde foi capitão da equipe que venceu a Taça BH em 2005. Lutou contra uma pubalgia no seu ano de acesso à equipe profissional, ainda em 2005. Fez sua estreia no Campeonato Mineiro de 2005 e fez parte do elenco rebaixado à série B. Tornou-se titular no final do torneio, quando o técnico Lori Sandri sacou diversos jogadores experientes e colocou em campo para as últimas 6 partidas um time de jovens. A equipe venceu 5 jogos e empatou 1, não sendo o esforço suficiente para evitar a queda para a Série B. Em 2006 foi titular absoluto da equipe, sendo campeão do Brasileirão da Série B ajudando a levar o Atlético de volta à elite do futebol brasileiro.
Também foi titular na conquista do Campeonato Mineiro de 2007, tendo sido considerado pela Placar como possível candidato a uma vaga na Seleção Olímpica de 2008..
Em Agosto de 2007 foi vendido ao Real Betis. Na Espanha lutou contra a má fase do clube, e a implicância do técnico Francisco Chaparro, substituto de Hector Cuper, que sacou da equipe todos os jogadores brasileiros, dando preferência aos espanhóis. No dia 13 de agosto de 2009, Lima foi cedido ao Flamengo, por empréstimo, mas foi reprovado nos exames médicos. 
Após se recuperar da lesão no CT do Atlético, o jogador acertou com o clube para a temporada 2010.
Com o contrato terminando em 19 de junho de 2012 e sem muitas oportunidades no clube que contava com Rever e Leonardo Silva como titulares, Lima acabou não acertando a renovação com o Atlético Mineiro, e foi liberado para acertar com outro clube. No dia 29 de maio, o jogador assinou um contrato de dois anos com a Portuguesa.
Em 2014, sem renovar o contrato com a Portuguesa, Lima acertou com o Botafogo-SP.
Em agosto de 2014, acertou com o Fortaleza, onde logo virou ídolo, conquistando os títulos do Campeonato Cearense edições: 2015 e 2016 (este último como capitão). Para muitos, é o clube onde Lima vive o seu melhor momento na carreira.
No dia 6 de janeiro de 2017, o Ituano anuncia a contratação de Lima. 

## Títulos
Atlético Mineiro
- Campeonato Brasileiro - Série B: 2006
- Campeonato Mineiro: 2007 e 2012

Portuguesa
- Campeonato Paulista - Série A2: 2013

Fortaleza
- Campeonato Cearense: 2015, 2016
- Copa dos Campeões Cearenses: 2016

América Mineiro
- Campeonato Brasileiro - Série B: 2017